# St.-Agatha-Kapelle (Benzhausen)

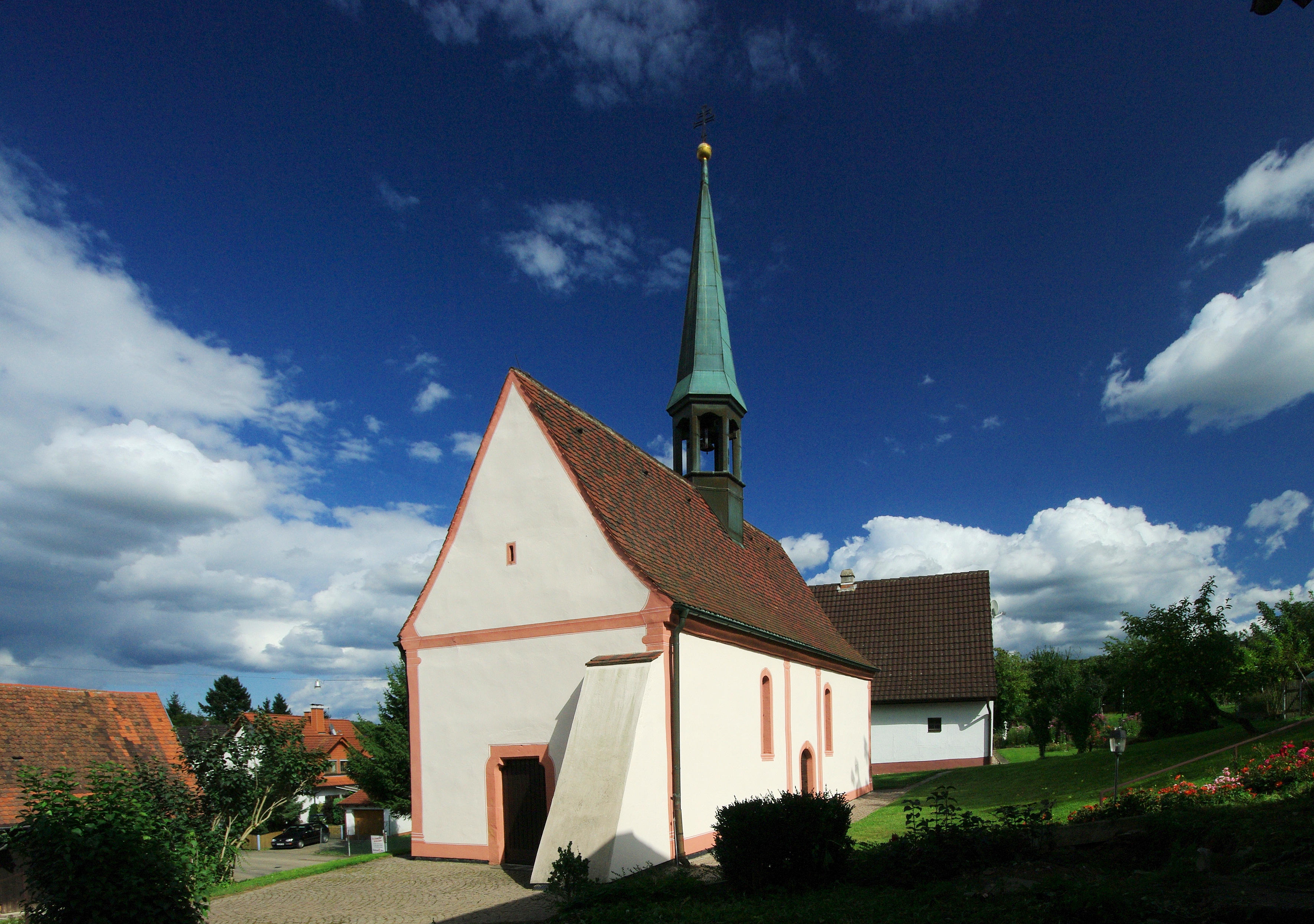
Außenansicht

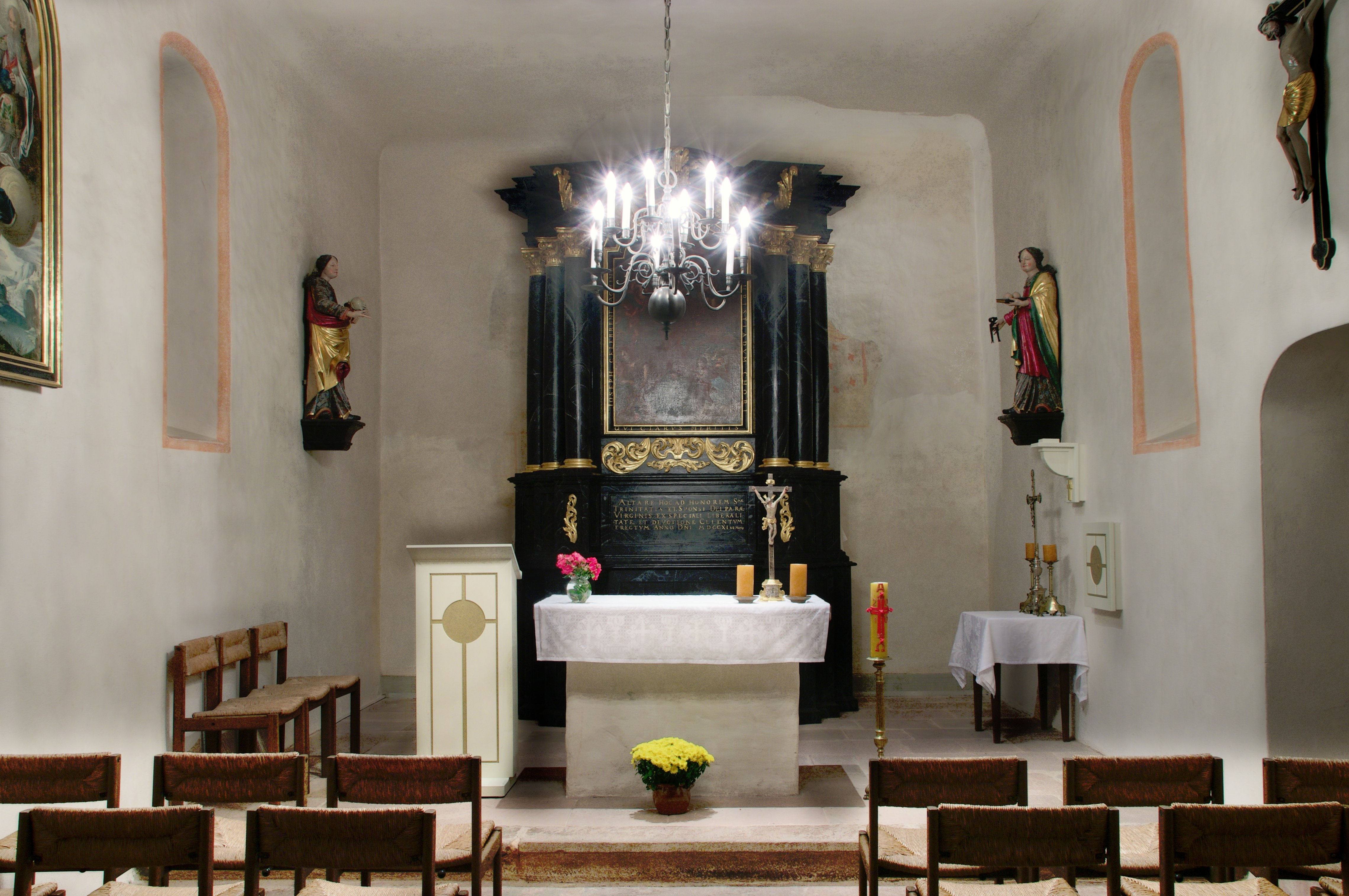
Der Innenraum mit dem Josefsaltar

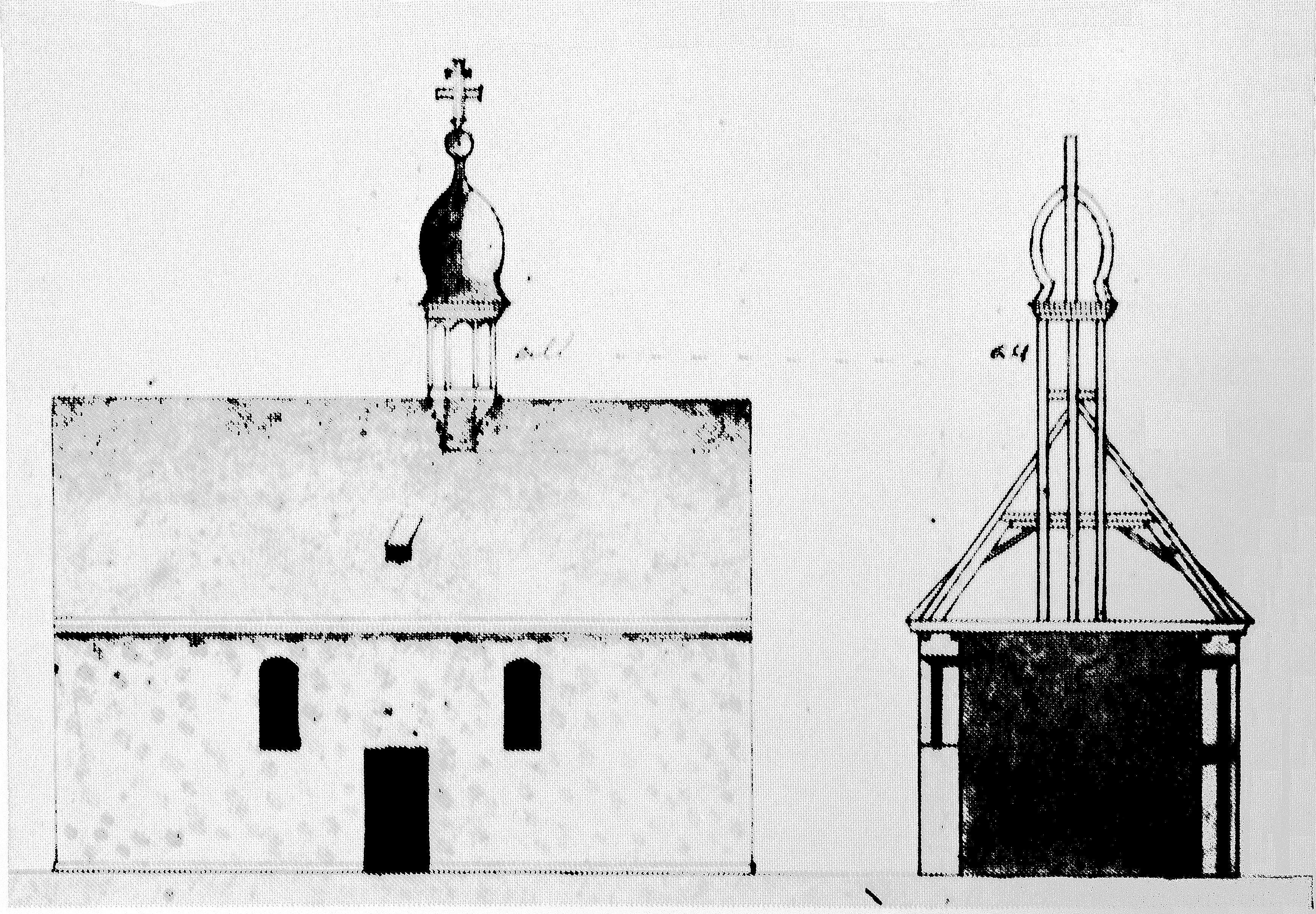
Aufriss der Kapelle mit dem Zwiebelthürmchen ca. 1725

St. Agatha ist eine römisch-katholische Kapelle im Freiburger Ortsteil Hochdorf-Benzhausen. Sie gehört zur römisch-katholischen Kirchengemeinde Freiburg Nordwest im Dekanat Freiburg des Erzbistums Freiburg.

## Geschichte
Die Agathenkapelle wird 1596 zum ersten Mal urkundlich erwähnt, obwohl die Gemeinde Benzhausen schon 788 in einer Urkunde des St. Galler Klosters genannt ist.
Die Kapelle wurde 1699 wieder aufgebaut, nachdem sie im Dreißigjährigen Krieg zerstört worden war. Das Portal, das gotische Chorfenster und die hinter dem Altar freigelegten Freskenreste weisen auf die ältere Kapelle hin. Die vorhandene Baumasse wurde genutzt und ist heute noch zu sehen. Durch die Nutzung des Mauerwerks der Chorrückwand und des spätgotischen Portals mit dem massiven Strebepfeiler entstand diese rechteckige Kapelle mit einem Satteldach. 1725 wurde das alte Türmchen abgebrochen und durch einen Dachreiter mit Zwiebelhaube ersetzt. 1788 wurde um den Erhalt dieser Filialkapelle gestritten. Die Auseinandersetzung endete 1790 mit dem Neubau eines Pfarrhauses. 1820 wurde der Josefsaltar aus dem Freiburger Münster gekauft. Neben dem Altarblatt von Johann Dengler aus München sind noch die beiden Statuen der St. Agatha und Maria Magdalena dargestellt. Man schreibt diese dem Freiburger Andres Hochsing zu.
1844 wurde festgestellt, dass der Dachreiter verwurmt war; deshalb wurde er 1859 durch einen neuen sechseckigen Dachreiter mit einem spitzen Pyramidenhelm ersetzt. Hier hängt eine Glocke aus Bronze, die 1768 von der Glockengießerwerkstatt Weitenauer aus Basel gegossen wurde. Sie hat einen Durchmesser von 410 mm, ein Gewicht von 50 kg und ist auf den Schlagton cis′′′ gestimmt. Ein Schlagwerk der Glocke schlägt zur vollen Stunde.
1973–1975 nahm das Erzbischöfliche Bauamt Freiburg eine Außen- und Innenrenovierung vor, wobei auf Erhalt der ursprünglichen Farbgebung geachtet wurde.

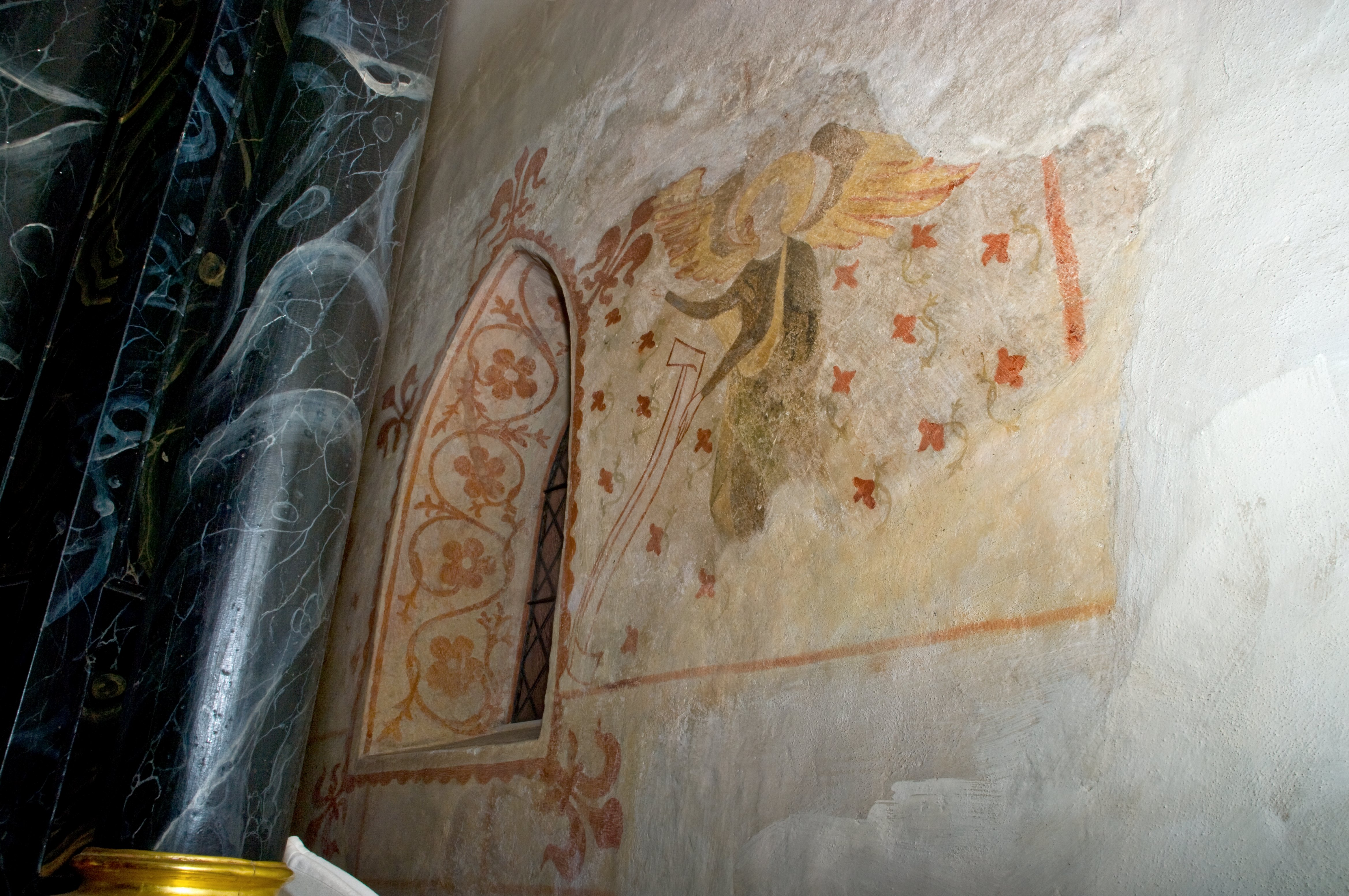
Die Fresken der älteren Kapelle hinter dem Altar von der rechten Seite
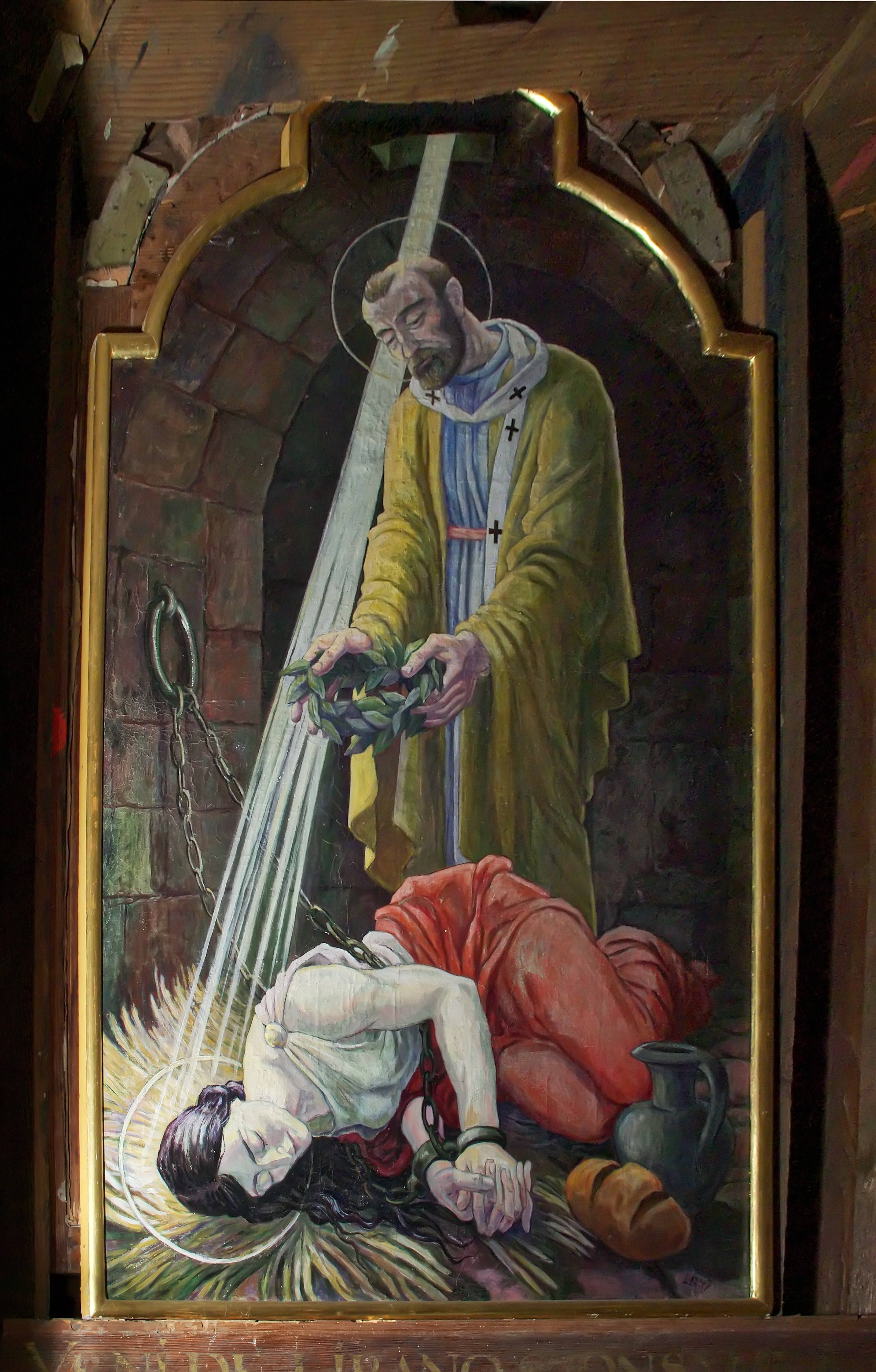
Das Bild auf der Rückseite des Altars
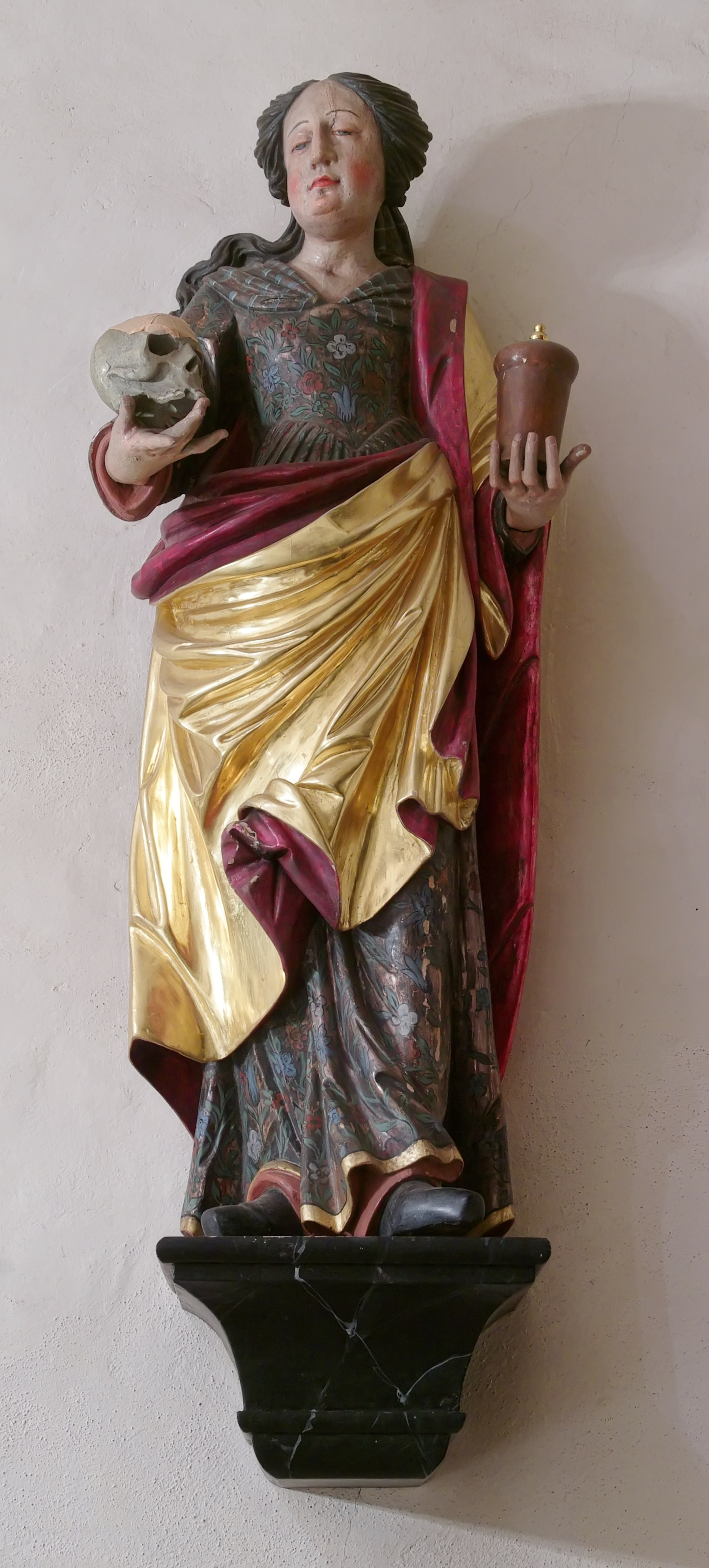
Maria Magdalena
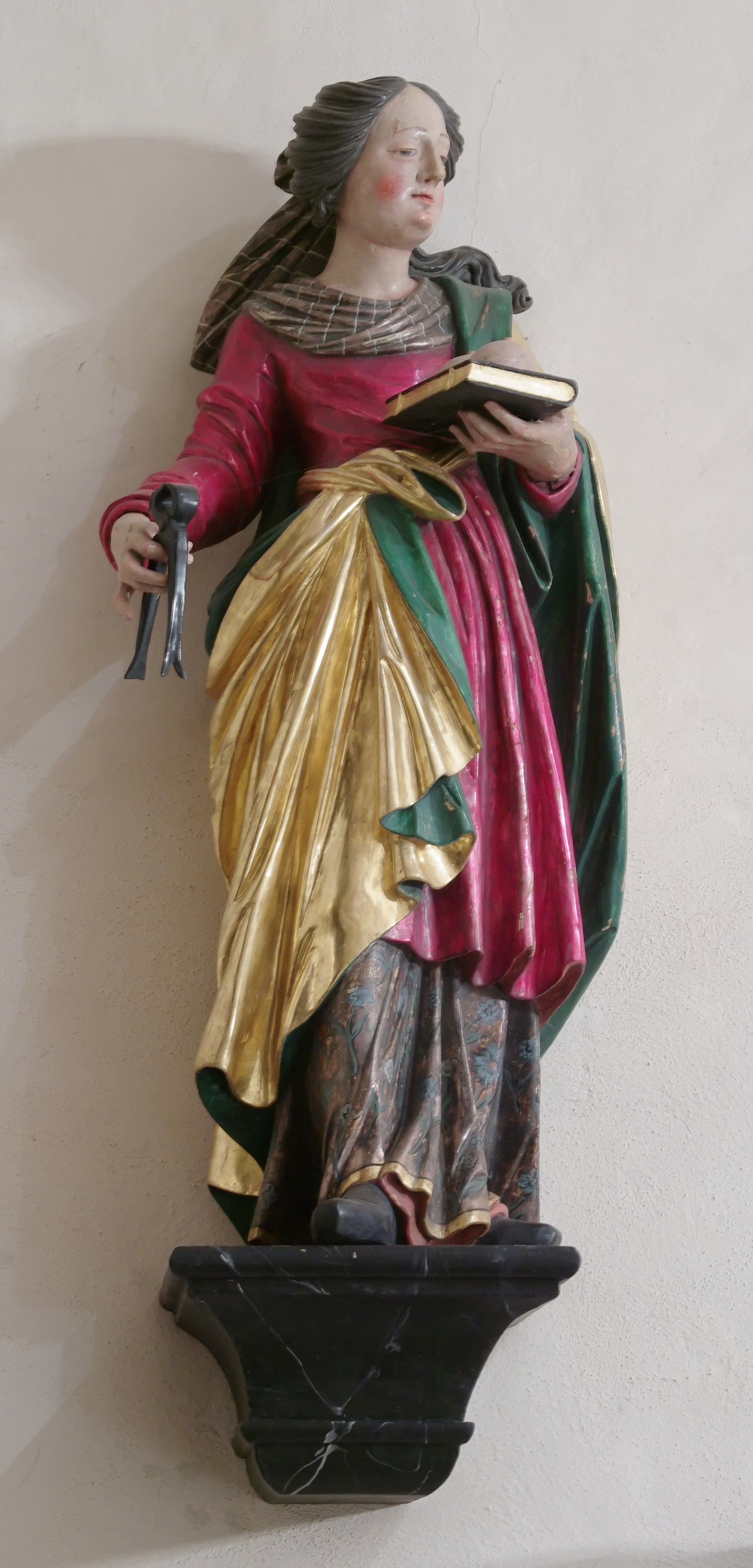
St. Agatha

## Nachweise
1. ↑  Glockeninspektion Erzbistum Freiburg: Kath. Kapelle St. Agatha in Freiburg-Benzhausen

Koordinaten: 48° 3′ 21,71″ N, 7° 48′ 32,34″ O